# Síntese neoclássica
Síntese neoclássica (em inglês, Neoclassical synthesis) é um movimento acadêmico na economia do pós-guerra que procura absorver o pensamento de John Maynard Keynes no pensamento da economia neoclássica. A economia ortodoxa é largamente dominada pelo resultado da síntese, sendo keynesiana em macroeconomia e neoclássica em microeconomia.
A teoria foi desenvolvida principalmente por John Hicks, e popularizada pelo economista matemático Paul Samuelson, que parece ter cunhado o termo  e que ajudou a desenvolver a "síntese",  em parte através do seu influente livro  Economics O processo começou logo após a publicação do A Teoria Geral do Emprego, do Juro e da Moeda de Keynes, com o Modelo IS/LM primeiramente apresentado por John Hicks em um artigo de 1937 Continuou com as adaptações da lei da oferta e da procura para os modelos de mercado da teoria keynesiana. Coloca os incentivos e custos como representando um papel persuasivo na forma da tomada de decisão. Um exemplo imediato disso é a teoria do consumidor de demanda individual, que isola como preços (custos) e lucro afetam a quantidade de demanda.